# Ceratovacuna hoffmanni
Ceratovacuna hoffmanni är en insektsart. Ceratovacuna hoffmanni ingår i släktet Ceratovacuna och familjen långrörsbladlöss. Inga underarter finns listade i Catalogue of Life.